# Raymond Lopez

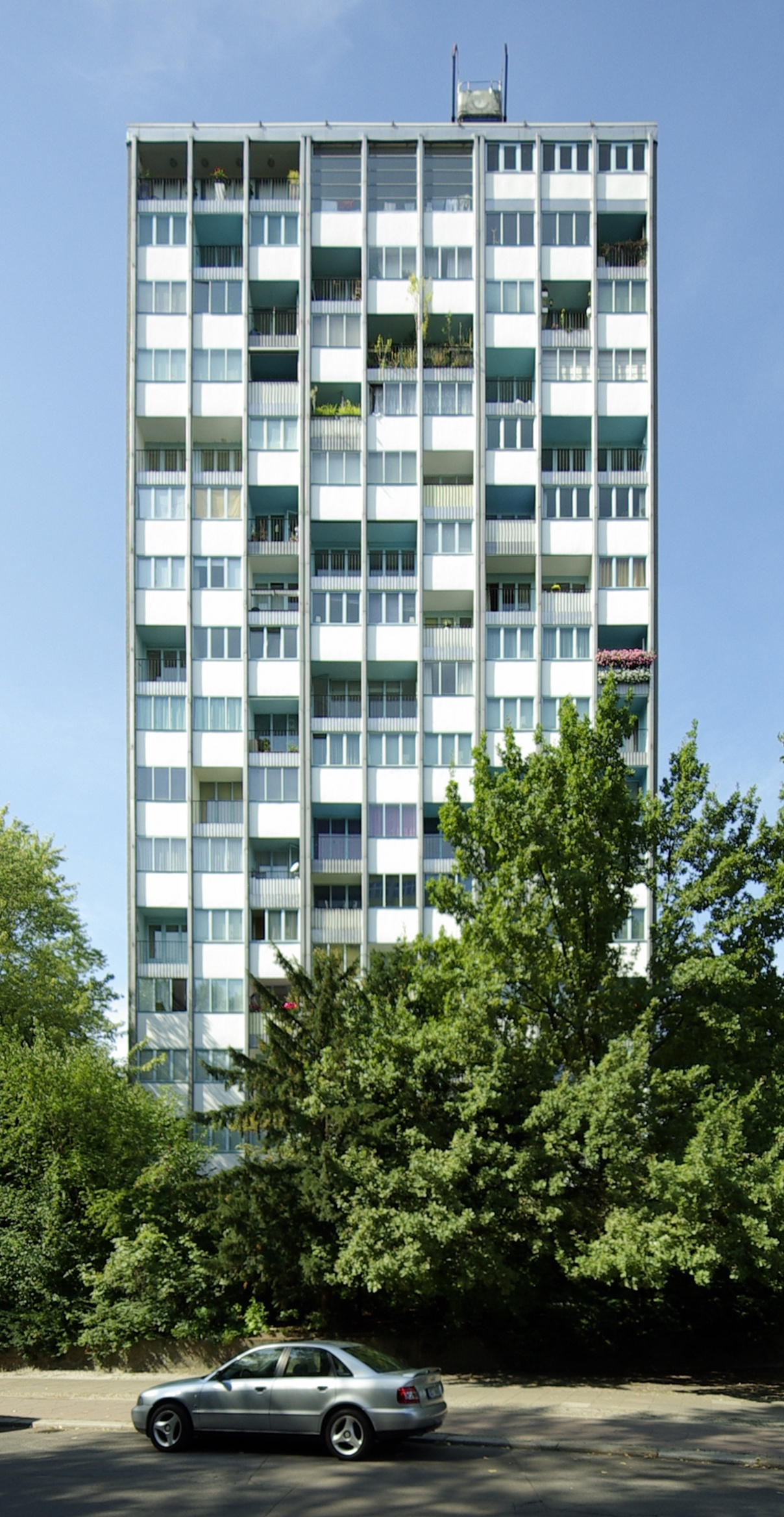
Edificio Bartningallee 11/13 (1956–1957), de Raymond Lopez y Eugène Beaudouin, Tiergarten, Berlín

Raymond Jules Lopez (Montrouge, 12 de mayo de 1904-París, 11 de febrero de 1966) fue un arquitecto y urbanista racionalista francés. 

## Trayectoria
Estudió en la Escuela Nacional Superior de Bellas Artes de París. Fue autor de varios edificios de notable calidad en París, como la sede de la Federación Nacional de la Construcción (1948-1951, con Jean Prouvé y Raymond Gravereaux) y la Caja Central de Subsidios Familiares (1952-1959, con Marcel Reby), caracterizados por el uso de técnicas y materiales nuevos.
En 1957 participó en la Exposición Internacional de Berlín, más conocida como Interbau, organizada con el objetivo de reconstruir el barrio berlinés de Hansaviertel. Bajo la dirección de Otto Bartning participaron, además de arquitectos alemanes —entre ellos Walter Gropius—, numerosos arquitectos internacionales, como Alvar Aalto, Oscar Niemeyer, Le Corbusier, Eugène Beaudouin, Hugh Stubbins y Pierre Vago, así como Raymond Lopez, que construyó un inmueble en Tiergarten en colaboración con Eugène Beaudouin (Bartningallee 11/13, 1956–1957).
Como urbanista destacó por su papel relevante en la renovación urbana de la capital francesa en los años 1950, especialmente como responsable de la investigación inmobiliaria realizada por el Centro de Documentación y Urbanismo en 1957. Se mostró partidario de soluciones radicales que hacían tabula rasa con las edificaciones preexistentes, inspirándose fundamentalmente en la Carta de Atenas. Puso en práctica sus principios cuando se le confió en 1959 la ordenación del sector del Front-de-Seine, junto a Henry Pottier, un barrio preferentemente residencial donde levantó diversos edificios de viviendas todos de la misma altura, de acuerdo con sus principios de un «urbanismo vertical» destinado a tres funciones principales: circular, trabajar, habitar.